# بزمجه شنی
 بزمجه شنی (نام علمی: Varanus gouldii) نام یک گونه از سرده بزمجه است.